# Тонгански језик
Тонгански језик (тон. lea faka-Tonga) је језик који спада у групу Аустронежанских језика. Званични је језик острвске државе Тонга.